# إعاقات متعددة

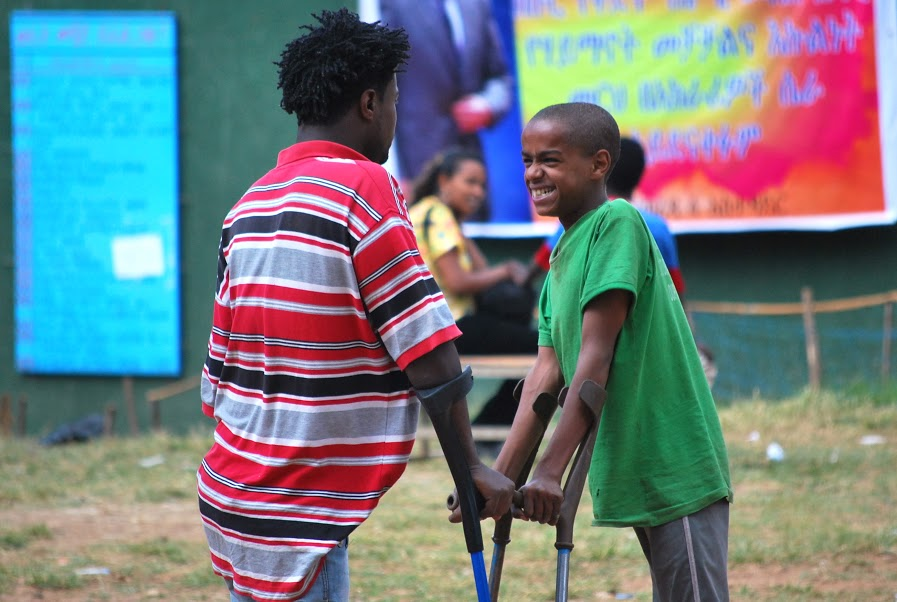

الإعاقات المتعددة هو مصطلح يستخدم لوصف الأشخاص الذين يعانون من عدة إعاقات مثل الإعاقة الحسية المصاحبة لـالإعاقة الحركية.
على أساس التعريف السابق فإن التخلف العقلي الشديدة يمكن أن يشملها مصطلح «الإعاقات المتعددة». والشخص الذي عادة ما يعاني من أكثر من إعاقة هامة مثل صعوبات الحركة وفقد الحواس و/أو اضطراب السلوك أو اضطراب وجداني.

## الخصائص
ويمكن أن يظهر على من يعانون من إعاقات شديدة أو متعددة مجموعة واسعة من الخصائص اعتمادا على مزيج الإعاقات وشدتها وعمر الشخص. ومع ذلك هناك بعض الخصائص التي يمكن أن يشترك فيها هؤلاء منها:

### من الناحية النفسية
- ربما يشعرون أنهم منبوذون
- الميل للانسحاب من المجتمع
- ربما يشعر الطلبة ذوو الإعاقات المتعددة بالخوف والغضب و الاستياء في مواجهة التغييرات الإجبارية أو غير المتوقعة.
- ربما يقوم بسلوك مضر بالنفس

### من الناحية السلوكية
- قد يصدر عنه سلوك غير ناضج لا يتناسب مع عمره الزمني
- قد يقوم بسلوك اندفاعي ويكون من السهل إحباطه
- قد يعاني من صعوبة في تشكيل علاقات شخصية
- قد يكون لديه مهارات محدودة للرعاية الذاتية ومهارات محدودة بالحياة الاجتماعية

### من الناحية البدنية/الصحية
- قد يصاحب الإعاقات المتعددة عدة مشكلات طبية. مثال على ذلك النوبات المرضية وفقد الحواس و استسقاء الرأس والجنف.
- قد يكون أخرق جسديًا ومرتبك
- قد لا ينجح في الألعاب التي تتضمن مهارات حركية

(انظر أيضًا خصائص الطلاب الذين يعانون من الإعاقة البصرية وضعف السمع،
وضعف العظام التوحد وضعف الكلام/اللغة.)

## التحديات

### العائلات
- ربما يصاحب الإعاقات المتعددة عدة مشكلات طبية. مثال على ذلك النوبات المرضية وفقد الحواس واستسقاء الرأس والجنف. ولضمان سلامتهم في البيت عند حدوث النوبات على سبيل المثال يكون الوقت أمرًا ضروريًا.
- من الناحية المالية، قد تمثل التكاليف الطبية/المواصلات عبئًا على العائلة.
- من الضروري بذل الجهد لضمان سلامة الشخص مما سيتطلب من أفراد الأسرة التناوب لرعاية هذا الشخص.
- أفراد لديهم قدرات محدودة على الكلام والتواصل
- ضرورة الصبر على الأفراد الذين يعانون من الإعاقات المتعددة

### الأفراد
- صعوبة في القيام بالحركة الجسدية الأساسية
- ربما يواجه عجزًا في القيام بالحركة السليمة مما قد يسبب مشكلات في الكتابة
- ربما يعاني من بطء في الكتابة.
- ربما يميل لنسيان المهارات بإهماله لها
- ربما يعاني من مشاكل في تعميم المهارات من موقف لآخر
- ربما يفتقر إلى مستوى التفكير العالي ومهارات الفهم
- ربما يكون لديهم ضعف في مهارات حل المشكلات
- محدودية القدرة على الاشتراك في التفكير المجرد
- ربما يكون ضعيفًا في أداء الامتحانات بسبب العوامل المقيدة له والناتجة عن الإعاقات
- ربما يجدون صعوبة في تحديد اتجاه الصوت
- ربما يتسم كلامهم بالاستبدال والحذف
- ربما يجدون صعوبة في معرفة الأشياء وعلاقاتها
- ربما يفتقرون إلى النضج في وضع أهدافهم المهنية
- ربما يواجهون مشاكل في التنشئة الاجتماعية مع الأقران

## أماكن الإقامة/الإستراتيجيات
- يتكون فريق الإعاقات المتعددة من والدي الطالب والمتخصصين في التعليم والمتخصصين في الطب في المجالات التي يعاني الطالب من مشكلات بها، ويجب أن يعمل هؤلاء معًا من أجل تخطيط وتنسيق الخدمات اللازمة.
- اشتراك المتخصصين المناسبين (مثل المعالجون المهنيون ومعالج الكلام/اللغة.)
- سهولة الوصول للأماكن المرتب لها مثل المدرسة والمنزل.
- وجود نظام الرفيق الذي يضمن تلبية احتياجات المعاقين وأن تقدم لهم المساعدة عند احتياجهم لها.
- تقديم تعليمات مبسطة ومحددة ومنتظمة حول ما يحتاج الشخص إلى القيام به بدقة.
- استخدام المعينات البصرية عند التعامل مع الطفل.
- إشراك الطفل بانتظام في نشاط شفوي.